# Shuji Tsurumi
Shuji Tsurumi (en japonès: 鶴見 修治; transliteració: Tsurumi Shūji) (Tòquio, Japó 1938) és un gimnasta artístic japonès, ja retirat, guanyador de sis medalles olímpiques.

## Carrera esportiva
Va participar, als 22 anys, en els Jocs Olímpics d'Estiu de 1960 realitzats a Roma (Itàlia), on va aconseguir guanyar dues medalles olímpiques: la medalla d'or en la prova per equips i la medalla de bronze en la prova de cavall amb arcs. En aquests mateixos Jocs aconseguí finalitzar sisè en la prova de salt sobre cavall, guanyant així un diploma olímpic, com a resultat més destacat.
En els Jocs Olímpics d'Estiu de 1964 realitzats a Tòquio (Japó) aconseguí guanyar quatre medalles, revalidant la medalla d'or en la prova per equips i afegint al seu palmarès la medalla de plata en les proves individual, barres paral·leles i cavall amb arcs. En aquests mateixos Jocs finalitzà quart en la prova de salt sobre cavall i cinquè en la prova d'anelles.
Al llarg de la seva carrera ha guanyat dues medalles en el Campionat del Món de gimnàstica artística, entre elles una medalla d'or.
El 1998 fou inclòs a l'International Gymnastics Hall of Fame.